# Johannes Binotto
Johannes Binotto (* 1977 in Gams) ist ein Schweizer Kultur- und Medienwissenschaftler.

## Leben
Johannes Binotto studierte Germanistik, Anglistik und Philosophie an der Universität Zürich, wo er 2010 mit einer Studie zum Unheimlichen in Theorie, Kunst, Literatur und Film promovierte. Diese wurde mit dem Jahrespreis 2011 der Philosophischen Fakultät der Universität Zürich ausgezeichnet.
Nach Anstellungen am Englischen Seminar der Universität Zürich als wissenschaftlicher Assistent am Lehrstuhl von Elisabeth Bronfen und einer Vertretungsprofessur am Seminar für Medienwissenschaft der Universität Basel ist er Professor für Film- und Medientheorie an der Hochschule Luzern – Design & Kunst, sowie Lehrbeauftragter an der Universität Zürich.
Neben seiner Vortragstätigkeit schreibt Binotto als freier Publizist regelmäßig u. a. für die Zeitschrift Filmbulletin. Seit 2003 schreibt er die wöchentliche Kolumne Lomo für die Tageszeitung Der Landbote. Daneben ist er als Videoessayist tätig und hat gemeinsam mit dem Stadtkino Basel verschiedene thematische Filmreihen kuratiert.
2018 wurde er für seinen Text Schutzbauten: Matte paintings, glass shots und die Durchbrüche der Phantasie mit dem Karsten-Witte-Preis für den besten filmwissenschaftlichen Aufsatz ausgezeichnet. In der Umfrage Best Video Essays of 2021 der Zeitschrift Sight & Sound und dem British Film Institute waren seine Videoessays die am meisten genannten.
Zu seinen Forschungsinteressen gehören u. a. das Unheimliche und dessen Räumlichkeit, das Verhältnis von Architektur und Film, deviante Körper in der Kultur, sowie die Schnittstellen zwischen Medienwissenschaft, Psychoanalyse und Technikphilosophie. Sein Forschungsprojekt Dis-Figurations / Mittel der Entstellung widmet sich den poetischen Eigendynamiken von filmtechnischen Verfahren und dem Zusammenhang zwischen Filmtechnik und Unbewusstem.
Seit 2021 leitet er das durch den Schweizerischen Nationalfonds geförderte Forschungsprojekt „Video Essay. Futures of Audiovisual Research and Teaching“ an der Hochschule Luzern – Design & Kunst mit dem Englischen Seminar der Universität Zürich als Partner.

## Publikationen (Auswahl)
Monografien und Herausgeberschaften
- Tat/Ort. Das Unheimliche und sein Raum in der Kultur. Diaphanes, Zürich-Berlin 2013, zweite Auflage 2016. ISBN 978-3-03734-416-3
- Film/Architektur. Perspektiven des Kinos auf den Raum (Bauwelt Fundamente 160). (Hrsg.) Birkhäuser, Basel 2017. ISBN 978-3-0356-1431-2
- Wahrnehmung stören. Essays zu Film und Kino. Schüren, Marburg 2024. ISBN 978-3-7410-0485-8 (open access)

Aufsätze (Auswahl)
- In Lag of Knowledge. The Video Essay as Parapraxis In: Bernd Herzogenrath (Hrsg.): Practical Aesthetics, Bloomsbury, London, New York 2021. ISBN 978-1-350-11611-5
- Übertragungstörungen. Psychoanalyse als Tontechnik. In: Journal für Psychoanalyse, Heft 59: Übertragung und Medialität (2018).
- Closed Circuits: Immanence as Disturbance in High Definition Cinema. In: Lars Koch, Tobias Nanz, Johannes Pause (Hrsg.): Disruption in the Arts, De Gruyter, Berlin, Boston  2018. ISBN 978-3-11-057975-8.
- Extremes Sprechen. Zur Stimme von Werner Herzog. In: Alejandro Bachmann, Michelle Koch (Hrsg.): Echos. Zum dokumentarischen Werk Werner Herzogs, Vorwerk 8, Berlin 2018, ISBN 978-3-947238-04-0.
- Schutzbauten: Matte paintings, glass shots und die Durchbrüche der Phantasie. In: Zeitschrift für Medienwissenschaft 17, Oktober 2017.
- Räume, Gänge, Kammern, Strassen. Das Unheimliche im Film. In: Nicola Mitterer, Hajnalka Nagy (Hrsg.): Zwischen den Worten. Hinter der Welt. Wissenschaftliche und didaktische Annäherungen an das Unheimliche. Studien Verlag, Innsbruck, Wien, Bozen 2015, ISBN 978-3-7065-5418-3
- There Are No Subbasements. Zur Oberflächlichkeit von Film, Erinnerung und Unbewusstem. In: Ute Holl, Matthias Wittmann (Hrsg.): Memoryscapes. Filmformen der Erinnerung. Diaphanes, Zürich-Berlin 2014, ISBN 978-3-03734-662-4.
- Bond Rerouted: 007 and the Internal Conflict in/of Digital Media. In: SPELL: Swiss Papers in English Language and Literature, 29, 2013.

## Videoessays (Auswahl)
- Facing Film, 2017
- Touching Sound, 2018
- Reproduction Interdite, 2019
- Thinking in Ruptures, 2019
- Follow the Cat, 2020
- Trace, 2020
- Practices of Viewing: F.FWD, 2021